# Communauté d'agglomération Béziers Méditerranée
La Communauté d'agglomération Béziers Méditerranée es una estructura intermunicipal francesa, situada en el departamento de Hérault y la región Occitania.

## Composición
La Communauté d'agglomération Béziers Méditerranée se compone de 17 municipios:
1. Béziers
2. Alignan-du-Vent
3. Bassan
4. Boujan-sur-Libron
5. Cers
6. Corneilhan
7. Coulobres
8. Espondeilhan
9. Lieuran-lès-Béziers
10. Lignan-sur-Orb
11. Montblanc
12. Sauvian
13. Sérignan
14. Servian
15. Valros
16. Valras-Plage
17. Villeneuve-lès-Béziers